# Erwin-von-Steinbach-Stiftung
Die Erwin-von-Steinbach-Stiftung ist eine deutsche Stiftung mit Sitz in Frankfurt am Main, deren Ziel es ist, wissenschaftliche Arbeiten und kulturelle Veranstaltungen zum Thema Elsass-Lothringen zu fördern. Namensgeber ist der Bildhauer Erwin von Steinbach, der als Münsterbaumeister in Straßburg wirkte.

## Geschichte
Die Stiftung wurde am 9. August 1960 nach hessischem Landesrecht gegründet (nach anderen Angaben 1961). In Teilen übernahm sie die Aufgaben des Wissenschaftlichen Instituts der Elsaß-Lothringer im Reich an der Universität Frankfurt, welches von 1920 bis 1945 bestand und nach dem Ersten Weltkrieg ebenfalls das Ziel hatte, die wissenschaftliche und kulturelle Arbeit zu Elsass-Lothringen zu fördern und gleichzeitig auch auf die politische und kulturelle Bedeutung der Religion hinweisen sollte. Schon dieser Vorgänger hatte an der Universität in Frankfurt am Main eine Elsass-Lothringen-Bibliothek aufgebaut, welche sich heute als Dauerleihgabe der Stiftung in der Universitätsbibliothek befindet und bis heute erweitert wird. Zudem befinden sich auch Nachlässe von bekannten Personen aus der Region im Besitz der Stiftung, etwa von Ernst Barthel, Robert Ernst und Marie Hart.
Wie auch ihr Vorgänger versteht sich die Stiftung als unpolitisch und schließt politische Aktivitäten aus. Seit 1963 besteht ein Förderverein (Gesellschaft der Freunde und Förderer der Erwin von Steinbach-Stiftung e. V.), der inzwischen als gemeinnützig anerkannt ist.

## Aufgaben und Ziele
Aufgabe der Stiftung ist es, wissenschaftliche und kulturelle Arbeit zu Elsass-Lothringen zu unterstützen. Dazu zählt etwa die Unterhaltung der Elsass-Lothringen-Bibliothek, die Erhaltung von Nachlässen, die Unterstützung beim Anfertigen von Arbeiten zum Thema und die Herausgabe eigener Publikationen. Zudem werden auch kulturelle Veranstaltungen im Elsass gefördert.

## Erwin-von-Steinbach-Preis
Seit 1962 verlieh die Stiftung in unregelmäßigen Abständen den mit 2556 Euro dotierten Erwin-von-Steinbach-Preis. Ausgezeichnet wurden unter anderem Angelika Merkelbach-Pinck und Albert Schweitzer. Diese Auszeichnung darf nicht mit dem gleichnamigen Preis der Alfred-Toepfer-Stiftung F.V.S. verwechselt werden, der bis 1943 vergeben wurde (siehe Erwin-von-Steinbach-Preis).

## Veröffentlichungen

### Studien der Erwin von Steinbach-Stiftung
- Studien der Erwin von Steinbach-Stiftung. Band 1. Im Auftrag des Stiftungsrates herausgegeben von Christian Hallier, Frankfurt am Main 1965.
- Studien der Erwin von Steinbach-Stiftung. Band 2. Im Auftrag des Stiftungsrates herausgegeben von Christian Hallier, Frankfurt am Main 1968.
- Studien der Erwin von Steinbach-Stiftung. Band 3. Im Auftrag des Stiftungsrates herausgegeben von Christian Hallier, Frankfurt am Main 1971.
- Studien der Erwin von Steinbach-Stiftung. Band 4. Im Auftrag des Stiftungsrates herausgegeben von Christian Hallier, Frankfurt am Main 1965.
- Studien der Erwin von Steinbach-Stiftung. Band 5. Im Auftrag des Stiftungsrates herausgegeben von Eduard Haus, Dietrich Pfaehler, Wilfried Forstmann, Neustadt an der Saale 1984, ISBN 3-922923-30-5.

### BuchreiheSchriften der Erwin von Steinbach-Stiftung
- Band 1: Angelika Merkelbach-Pinck: Brauch und Sitte in Ostlothringen, Frankfurt am Main 1968.
- Bände 2 und 3:  Fritz Bronner: 1870/71. Elsaß-Lothringen. Zeitgenössische Stimmen für und wider die Eingliederung in das Deutsche Reich. 2 Halbbände, Frankfurt am Main 1970.
- Band 4:  Albert Girardin: Helleringen im ehemaligen Fürstentum Lixheim. Beiträge zur Geschichte eines lothringischen Dorfes und einer lothringischen Landschaft im deutsch-französischen Grenzraum. 2., verbesserte und ergänzte Auflage. Bad Neustadt an der Saale 1983, ISBN 3-922923-24-0.
- Band 5: Werner Bellardi: Wolfgang Schultheiß. Wege und Wandlungen eines Straßburger Spiritualisten und Zeitgenossen Martin Bucers. Frankfurt am Main 1976.
- Band 6: Eduard Haug: Die Oberbronner Hirtenbücher. Hirtenwesen und Weidewirtschaft im 17. und 18. Jahrhundert. Frankfurt am Main 1978.
- Band 7: Der Fall der Reichsstadt Straßburg und seine Folgen. Zur Stellung des 30. September 1681 in der Geschichte. Mit Beiträgen von Wilfried Forstmann, Eduard Haug, Dietrich Pfaehler und Gabriele Thiel, Bad Neustadt an der Saale 1981, ISBN 3-922923-04-6.
- Band 8: Albert Girardin: Kirrberg im Krummen Elsaß (Kirberg). Geschichte eines Hugenottendorfes im deutsch-französischen Grenzraum. Bad Neustadt an der Saale 1983, ISBN 3-922923-19-4.
- Band 9: Max Rehm: Reichsland Elsaß-Lothringen. Regierung und Verwaltung 1871 bis 1918. Bad Neustadt an der Saale, ISBN 3-922923-77-1.
- Band 10: Fritz Eyer: Das Territorium der Herren von Lichtenberg 1202–1480. Untersuchungen über den Besitz, die Herrschaft und die Hausmachtpolitik eines oberrheinischen Herrengeschlechts. 2. Auflage, im Text unveränderter, um eine Einführung erweiterter Nachdruck der Ausgabe Straßburg 1938, Bad Neustadt an der Saale 1985, ISBN 3-922923-31-3.
- Band 11: Albert Girardin: Görlingen in der ehemaligen Grafschaft Saarwerden (Goerlingen). Geschichte eines Hugenottendorfes im Krummen Elsaß. Bad Neustadt an der Saale 1988, ISBN 3-922923-74-7.
- Band 12: Peter Karl Weber: Lichtenberg. Eine elsässische Herrschaft auf dem Weg zum Territorialstaat. Soziale Kosten politischer Innovation. Heidelberg 1993, ISBN 3-924973-60-1.

### Hefte des Fördervereins
Die Gesellschaft der Freunde und Förderer der Erwin von Steinbach-Stiftung gibt seit 1951 (seit 2008 halbjährlich) das Heft Der Westen heraus, zunächst unter einem anderen Namen. Zudem erschienen mehrere Begleithefte.